# Джиг, Мухаммед эль-Амин ульд
Мухаммед эль-Амин ульд Джиг (араб. محمد الامين ولد جيج‎; род. 31 марта 1957, Уалата, Французская Западная Африка) — мавританский политический и государственный деятель, занимавший пост премьер-министра Мавритании (18 декабря 1997 — 16 ноября 1998), юрист, педагог, профессор Университета Нуакшота.
Получил образование юриста. В 1990-х годах работал профессором права в Университете Нуакшота.
После переизбрания на выборах 1997 года президентом Маауя ульд Сид Ахмеда Тайя 8 декабря 1997 года Джиг был назначен премьер-министром страны. На момент назначения ему было 39 лет, и он был самым молодым премьер-министром в мире. Ушёл в отставку 16 ноября 1998 года, его сменил Шейх эль-Афия ульд Мухаммед Хуна.
В 2003 году Джиг был назначен комиссаром по продовольственной безопасности. После военного переворота в Мавритании в 2008 году был назначен генеральным секретарём. В 2014 году Джиг стал председателем Комиссии Африканского союза по наблюдению за президентскими выборами 2014 года в Египте.
В январе 2015 года назначен генеральным государственным инспектором по борьбе с бесхозяйственностью и незаконным присвоением государственной собственности. Однако, в июне 2015 года Джиг стал заместителем генерального секретаря Лиги арабских государств по управлению финансовыми делами.